# マンション管理業
マンション管理業（まんしょんかんりぎょう）とは、 マンション管理組合から委託を受けて管理事務（マンションの管理に関する事務であって、基幹事務を含むもの）を行う行為で業として行うものをいう（マンションの管理の適正化の推進に関する法律第2条）。
その多くがマンションデベロッパーのグループ企業だが、独立系の管理会社もある。

## マンション管理業の登録制度
マンションの管理の適正化の推進に関する法律（マンション管理適正化法）第44条には、マンション管理業を営もうとする者は国土交通大臣の登録を受けて国土交通省のマンション管理業者登録簿に登録しなくてはならないと規定されている。この登録の有効期限は5年。引き続きマンション管理業を営む場合には登録の更新手続きをしなければならない。登録は個人でも法人でもできる。無登録でマンション管理業を営むと1年以下の懲役又は50万円以下の罰金という罰則がある。

## 管理業務主任者の設置義務
マンション管理業者（管理会社）は、国土交通省へのマンション管理業の登録の際において、事務所ごとに30管理組合に一人以上の成年者である専任の管理業務主任者を置かなければならない。ただし、人の居住の用に供する独立部分が5以下のマンション管理組合から委託を受けた管理事務を、その業務とする事務所については、成年者である専任の管理業務主任者の設置義務は無い。（マンションの管理の適正化の推進に関する法律第56条,施行規則第61条および第62条）
管理会社が宅建業者の場合、専任の管理業務主任者である者は専任の宅地建物取引士を兼任することはできない。

## マンション管理の問題点
1979年設立のマンション管理業協会は、日本における同年について「分譲マンションが都市型住宅として定着し、管理問題が社会的に大きくクローズアップされた」としている。マンション管理は、まず分譲されたマンションの問題として注目され、分譲後経年の進んだマンションも増えて、経年劣化や区分所有者の変動、不在化といった問題も重要となっている。
2001年にマンションの管理の適正化の推進に関する法律が施行され、消費者保護等の観点から、マンション管理業者は管理組合と管理委託契約を締結する際に事前に管理業務主任者による重要事項説明を行う、重要事項説明を踏まえ契約内容を書面で管理組合に交付することが義務付けられている。
同年に国土交通大臣が定め、公表している「マンションの管理の適正化に関する指針」では、次のように述べている。
各区分所有者等の共同生活に対する意識の相違、多様な価値観を持った区分所有者間の意思決定の難しさ、利用形態の混在による権利・利用関係の複雑さ、建物構造上の技術的判断の難しさなど、建物を維持管理していく上で、多くの課題を有している。　
マンション管理業は、このように複雑化、高度化が進んでいる。

## 管理業務
国土交通省作成の「マンション標準管理委託契約書」では、次のとおり類型化されている（「マンション標準管理委託契約書」別表第1 - 第4） 。いずれの業務とも管理対象となるのは、管理組合の管理する範囲（共用部分等）である。この契約の民法上の性質は、一部に請負契約を混在した委任契約と解されている。
- 事務管理業務

基幹事務（管理組合の会計の収入及び支出の調定、出納、当該マンションの維持又は修繕に関する企画又は実施の調整）
これは、一括しての再委託が禁止されている。この業務に関連して、管理費、修繕積立金の収納、管理に管理業者が関与するため、財産の分別管理について、詳細な規定が設けられている。
基幹事務以外の事務管理業務（理事会支援業務、総会支援業務、その他）
- 管理員業務

通勤方式を原則とし、受付等の業務、点検業務、立会業務、報告連絡業務に細分化される。
- 清掃業務

日常清掃（床の掃き拭きやちりはらい等を中心とした清掃）と特別清掃（定期的に床の清掃やワックス仕上げ等を行うことをいう）に細分化され、いずれも清掃員が作業を行う。
- 建物・設備管理業務

建物点検，検査、エレベーター設備、浄化槽，排水設備、消防用設備、機械式駐車場設備が掲載されている。

## 管理戸数ランキング
| 順位 | 法人名                                   | 総合管理戸数 (単位:戸) | 売上高 (単位:億円) |
| ---- | ---------------------------------------- | ---------------------- | ------------------ |
| 1    | 日本ハウズイング株式会社                 | 448,774                | 844                |
| 2    | 株式会社大京アステージ                   | 428,633                | 575                |
| 3    | 株式会社東急コミュニティー               | 338,581                | 1,254              |
| 4    | 三菱地所コミュニティ株式会社             | 334,601                | 525                |
| 5    | 株式会社長谷工コミュニティ               | 275,084                | 389                |
| 6    | 大和ライフネクスト株式会社               | 265,512                | 852                |
| 7    | 三井不動産レジデンシャルサービス株式会社 | 205,426                | 435                |
| 8    | 株式会社合人社計画研究所                 | 204,652                | 222                |
| 9    | 住友不動産建物サービス株式会社           | 190,721                | 403                |
| 10   | コミュニティワン株式会社                 | 163,916                | 269                |

※資料 : マンション管理業協会HP（2019年3月時点）